# Bataille de Khorramchahr
Guerre Iran-Irak
Batailles
- Opération Kaman 99
- Bataille de Khorramchahr
- Siège d'Abadan
- Opération Morvarid

- Bataille de Nasr
- Attaque sur H-3

- Opération Samen-ol-A'emeh
- Victoire Indéniable
- Beit ol-Moqaddas
- Ramadan

- Opération Anfal
- Valfajr 2
- Valfajr 6
- Badr
- 1re bataille d'Al Faw
- Kerbala 5 et 6
- Nasr 4

- Opération Nous nous en remettons à Dieu
- Opération Mersad

- Opération Sugar
- Opération Earnest Will
- Opération Prime Chance
- Opération Eager Glacier
- Incident de Bridgeton
- Opération Praying Mantis

- Opération Opéra (raid israélien)
- Incident de l’USS Stark
- Vol Iran Air 655

La bataille de Khorramchahr (« Résistance de Khorramchahr » dans les sources iraniennes) est un engagement militaire majeur de la guerre Iran-Irak, livré du 22 septembre au 10 novembre 1980. Du fait de la brutalité des combats et de l'ampleur des destructions, la ville est devenue connue en Iran sous le nom de Khuninshahr, signifiant « ville de sang ».

## Prélude
Avant la guerre, la population de la ville était d'environ 220 000 habitants et la ville s'était développée pour devenir l'un des plus importants ports au monde. Khorramchahr était une ville moderne et cosmopolite. Après la révolution iranienne, des groupes arabes anti-iraniens tentent de l'intégrer à l'Irak. Entre septembre et octobre 1980, plusieurs attentats terroristes ont alors lieu. Finalement, le 17 septembre, Saddam Hussein annule les Accords d'Alger de 1975 et prépare une invasion de l'Iran.
Pour défendre la ville, les Iraniens avaient mis au point une série de digues dans la périphérie gardée par des soldats, des blindés et de l'artillerie. La défense des faubourgs de Khorramchahr relève de la garnison de Dej qui dispose d'une compagnie de chars Chieftain. La mosquée Masjed-Jameh dans le centre-ville était quant à elle gardée par des Pasdaran, servant de centre de coordination des défenses de la ville.

## Déroulement de la bataille

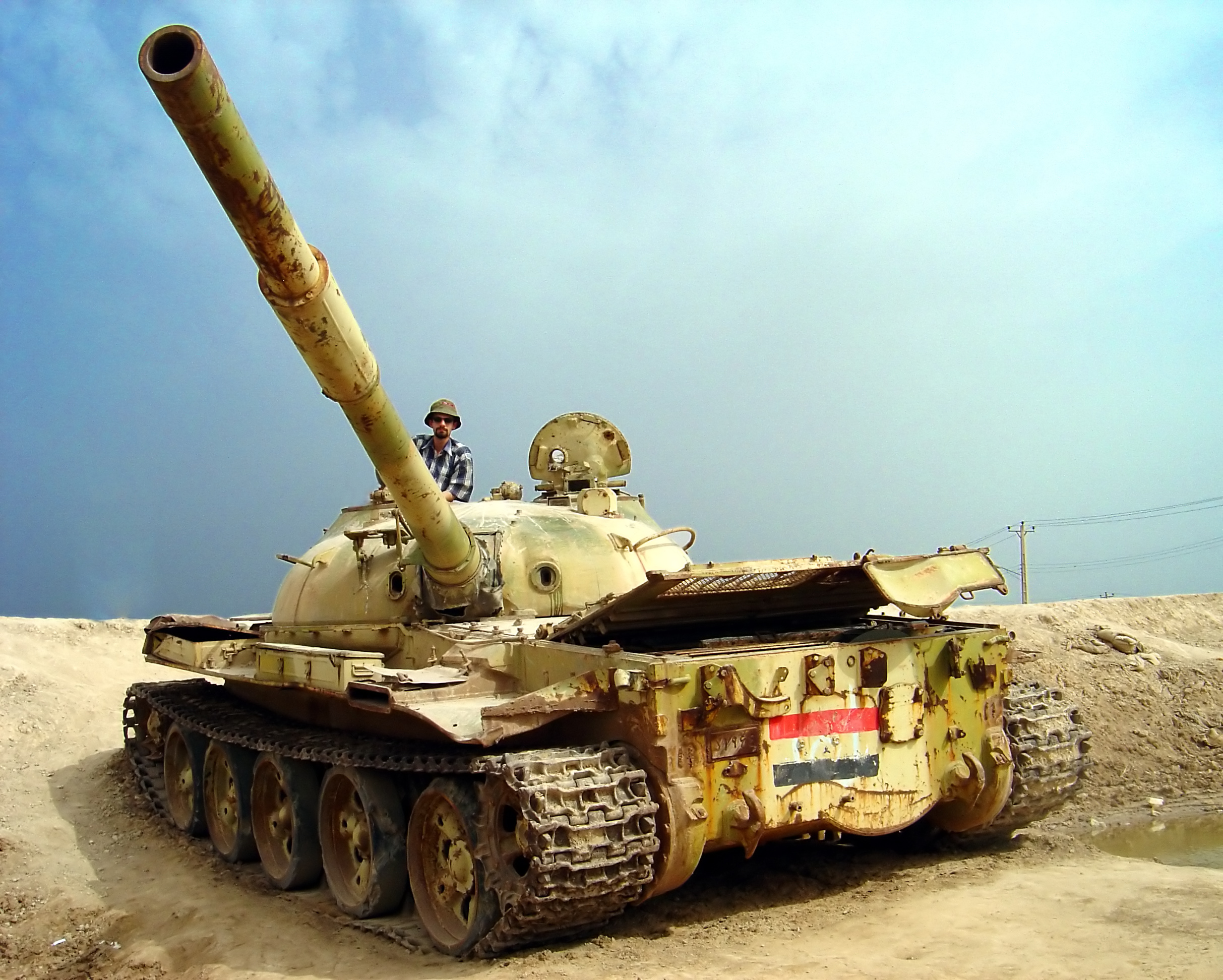
Un char irakien T-62 détruit près de Khorramchahr.

Dans l'après-midi du 22 septembre, l'Irak lance une campagne de bombardements massifs contre l'Iran. Khorramchahr est notamment touchée. Environ 150 batteries d'artillerie déployées dans le village irakien de Tanomah tirent le premier obus. Au crépuscule, les raids aériens et les bombardements prennent fin, de la fumée s'élève de Khorramchahr en flammes.
Dans la nuit, 500 chars irakiens, épaulées par 6 divisions de l'armée de terre, progressent en direction de Khorramchahr-Ahvaz. Les avant-postes iraniens près de la ville tombent rapidement mais les défenseurs iraniens parviennent à neutraliser quelques blindés grâce à des canons sans recul. Les Irakiens encerclent alors Khorramchahr et font face à un ennemi équipé de lance-roquettes et de canons anti-chars M40 de 106 mm.
Le 30 septembre, les Irakiens parviennent à sécuriser les digues et les faubourgs de la ville, coupant les routes la reliant à Abadan et au reste de la province du Khouzistan. Les forces irakiennes sont alors aux portes de Khorramchahr.
À l'aube, une unité de soixante commandos irakiens pénètre dans la ville par le sud et est repoussée par les Pasdaran iraniens. Les unités mécanisées de la 3e division blindée irakienne avancent alors sur la ville, divisées en trois groupes afin de capturer les lieux clés de la ville dont la gare et les casernes de la garnison iranienne. Les Pasdaran, retranchés, attendent le bon moment afin de faire feu sur les blindés irakiens avec leur lance-roquettes et leurs cocktails molotov. Après d'intenses combats, les forces irakiennes parviennent à prendre la gare mais sont finalement repoussées sur leurs positions de départ dans les faubourgs de la ville.
Les Irakiens bombardent alors massivement la ville sous l'ordre du colonel Ahmed Zeidan. Une nouvelle offensive débute le 11 octobre. Le 14, les Irakiens progressent lentement mais sûrement dans la ville, progression freinée en raison des tireurs d'élite. Le port est notamment capturé par les forces irakiennes. Le centre-ville est atteint le 21 octobre et l'objectif est alors de s'emparer des bâtiments gouvernementaux et du pont reliant Khorramchahr à Abadan. Cinq bataillons d'infanterie et des unités de forces spéciales sont mobilisées pour mener à bien l'opération. Finalement, après avoir livré une résistance acharnée, les Iraniens évacuent la ville en direction du Karoun. Leur retraite est entravée par l'artillerie irakienne. Dans la matinée du 10 novembre, Khorramchahr est entièrement sous contrôle irakien.

## Conséquences
Khorramchahr devient pratiquement une ville fantôme. Les occupants irakiens pillent les biens iraniens et les transfèrent à Bassora. La ville est restée aux mains des Irakiens jusqu'à sa libération en 1982 lors de l'opération Beit ol-Moqaddas, contre-offensive iranienne menée afin de reprendre le Khouzistan et de repousser les Irakiens hors du territoire iranien.
Si les chiffres officiels indiquent quelque 5 000 morts Irakiens, et 7 000 blessés ou morts Iraniens, le bilan serait beaucoup plus lourd, car aucun des deux pays en conflit n'avait intérêt, du fait de haines réciproques, et d'un très fort nationalisme, à indiquer un lourd bilan. Il n'y avait aucun observateur occidental (dont journalistes). Les images et photos, furent communiquées par les états-majors des forces armées des deux pays. La bataille de Khorramchahr est souvent appelée le "Verdun Iranien", en comparaison de la bataille de Verdun en France, entre 1914 et 1916. Le chiffre d'au moins 100 000 morts (dont beaucoup de civils) pour la bataille de Khorramchahr circule régulièrement, mais il n'est toujours pas rendu public à ce jour.